# Cerro Huaricunca (berg i Bolivia)
Cerro Huaricunca är ett berg i Bolivia.   Det ligger i departementet La Paz, i den västra delen av landet, 500 km väster om huvudstaden Sucre. Toppen på Cerro Huaricunca är 4 992 meter över havet, eller 28 meter över den omgivande terrängen. Bredden vid basen är 0,21 km. Cerro Huaricunca ingår i Cerros de Huaricunca.
Terrängen runt Cerro Huaricunca är huvudsakligen kuperad. Runt Cerro Huaricunca är det mycket glesbefolkat, med 4 invånare per kvadratkilometer.. 
Omgivningarna runt Cerro Huaricunca är i huvudsak ett öppet busklandskap.